# Ферфілд (Мен)
Ферфілд (англ. Fairfield) — місто (англ. town) в США, в окрузі Сомерсет штату Мен. Населення — 6484 особи (2020).

## Демографія
Згідно з переписом 2010 року, у місті мешкало 6735 осіб у 2793 домогосподарствах у складі 1851 родини. Було 3016 помешкань
Расовий склад населення:
| - 97,4 % — білих - 0,5 % — азіатів - 0,4 % — корінних американців - 0,4 % — чорних або афроамериканців |

До двох чи більше рас належало 1,2 %. Частка іспаномовних становила 0,5 % від усіх жителів.
За віковим діапазоном населення розподілялося таким чином: 22,5 % — особи молодші 18 років, 63,7 % — особи у віці 18—64 років, 13,8 % — особи у віці 65 років та старші. Медіана віку мешканця становила 41,8 року. На 100 осіб жіночої статі у місті припадало 97,7 чоловіків;  на 100 жінок у віці від 18 років та старших — 95,3 чоловіків також старших 18 років.
Середній дохід на одне домашнє господарство  становив 54 509 доларів США (медіана — 45 164), а середній дохід на одну сім'ю — 63 586 доларів (медіана — 58 980). Медіана доходів становила 45 134 долари для чоловіків та 33 995 доларів для жінок. За межею бідності перебувало 24,9 % осіб, у тому числі 41,3 % дітей у віці до 18 років та 12,6 % осіб у віці 65 років та старших.
Цивільне працевлаштоване населення становило 2959 осіб. Основні галузі зайнятості: освіта, охорона здоров'я та соціальна допомога — 32,4 %, роздрібна торгівля — 10,8 %, транспорт — 8,9 %, науковці, спеціалісти, менеджери — 8,5 %.